# جمالپور صدر
جمالپور صدر (به لاتین: Jamalpur Sadar Upazila) یک منطقهٔ مسکونی در بنگلادش است که در ناحیه جمال‌پور واقع شده‌است. جمالپور صدر ۴۸۹٫۵۶ کیلومتر مربع مساحت و ۵۰۱٬۹۲۴ نفر جمعیت دارد.